# Jan Vojtek
Jan Vojtek (Brno, 1995. július 1. –) cseh zongoraművész. 

## Pályafutása
Zenei tehetségét anyjától örökölte, aki hozzásegítette fejlődéséhez, és korai sikereihez. Ötévesen ült le először a zongorához, de már akkor is elhivatottságot érzett a zene iránt. Első tanárai Milena Jandová és Jana Nováková voltak, kik felfedezték Jan tehetségét. Ebben az időszakban, 2002 és 2004 között az Amadeus Nemzetközi Zongoraversenyt egymásután megnyerte, Prague Junior Note 2003 nemzeti verseny abszolút győztese lett, a Litvániában, Kaunasban megrendezett Gradus ad Parnassum 2004 Nemzetközi Zongoraverseny abszolút győztesének hirdették ki.
2005-től Jiří Doležel, a brnói Janáček Zeneművészeti Akadémia professzora vette át taníttatását. Négyévnyi munkájuk során, sok munkával és áldozattal számos győzelmet aratott. Még 2005-ben sikerült még egyszer megnyernie az Amadeus Nemzetközi Zongoraversenyt. 2007-ben a kassai Nemzetközi Zongoraversenyen, és a csehországi Ústí nad Labemben rendezett Virtuosi per musica di pianofortén is diadalmaskodott. Valamint 2008-ban részt vehetett Salt Lake Cityben a Gina Bachauer nemzetközi ifjúsági zongoraversenyen, ami nagy hatással volt rá.
Eddigi pályája során sikerült turnéznia a Brnói Szimfonikusokkal, az Olomuci Morva Filharmonikusokkal, illetve a litván Kaunasi Szimfonikusokkal. Felejthetetlen élmény volt számára, hogy szerepelhetett Japánban a Brnói Morva Nemzeti Színház zenekarával.
Édesapja magyar gyökerei által középiskolai tanulmányait 2009-ben, Budapesten, a Bartók Béla Zeneművészeti Szakközépiskola és Gimnáziumban kezdte meg. A tanárai Eckhardt Gábor és Kecskés Balázs jelenleg is. 2011-ben ismét ellátogatott Litvániába, ahol Kaunas Solorum nemzetközi verseny abszolút győztese lett. Még ebben az évben megnyerte a Magyar Középiskolák Zenei Versenyét.
A zenei világban nagy verseny van a zongoristák között is. Jan számára a zongorázás nemcsak egy szenvedély, hanem egy kihívás is. Célja eljuttatni mindenkihez a zenét. Maga szervez koncerteket ahol nemcsak ő, hanem barátai is részt vesznek.